# Ekstraklasa w piłce nożnej (2013/2014)/Wyniki spotkań fazy finałowej

## Zestawienie wszystkich rozegranych meczów
Kliknięcie na wynik powoduje przejście do opisu danego spotkania.
Stan po zakończeniu fazy finałowej.
|                   | LEG | LPO | RCH | POG | WKR | ZAW | GZA | LGD |
| ----------------- | --- | --- | --- | --- | --- | --- | --- | --- |
| Legia Warszawa    | –   | 2:0 | 1:2 |     | 5:0 | 2:0 |     |     |
| Lech Poznań       |     | –   | 4:0 | 0:0 | 3:0 |     | 2:1 |     |
| Ruch Chorzów      |     |     | –   | 0:0 | 2:2 | 3:1 |     | 0:0 |
| Pogoń Szczecin    | 0:1 |     |     | –   |     | 1:2 | 2:2 | 0:2 |
| Wisła Kraków      |     |     |     | 5:0 | –   | 2:1 | 2:3 |     |
| Zawisza Bydgoszcz |     | 1:2 |     |     |     | –   | 0:1 | 0:0 |
| Górnik Zabrze     | 2:3 |     | 2:0 |     |     |     | –   | 0:2 |
| Lechia Gdańsk     | 0:1 | 2:1 |     |     | 2:2 |     |     | –   |

|                            | CRA | JAG | KOR | ŚLĄ | PIA | POD | ZLU | WID |
| -------------------------- | --- | --- | --- | --- | --- | --- | --- | --- |
| Cracovia                   | –   | 2:2 | 1:1 |     | 1:5 | 1:2 |     |     |
| Jagiellonia Białystok      |     | –   | 4:4 | 0:3 | 4:3 |     | 1:0 |     |
| Korona Kielce              |     |     | –   | 1:5 | 0:1 | 3:2 |     | 2:2 |
| Śląsk Wrocław              | 1:0 |     |     | –   |     | 0:0 | 1:0 | 1:0 |
| Piast Gliwice              |     |     |     | 0:0 | –   | 2:2 | 2:0 |     |
| Podbeskidzie Bielsko-Biała |     | 2:1 |     |     |     | –   | 0:1 | 3:0 |
| Zagłębie Lubin             | 1:2 |     | 0:0 |     |     |     | –   | 0:3 |
| Widzew Łódź                | 2:0 | 1:1 |     |     | 2:1 |     |     | –   |

Drużyna gospodarzy jest wymieniona po lewej stronie tabeli.

Kolory: Niebieski = wygrana gospodarzy; Biały = remis; Czerwony = zwycięstwo gości.

## Runda finałowa (25 kwietnia – 20 maja)
Źródło:

### 31. kolejka (25 kwietnia – 28 kwietnia)

#### Grupa A
| 25 kwietnia 2014 | Lech Poznań                                       | 3:0   | Wisła Kraków                                   |                                                                        |
| 20:30            | Teodorczyk 7' · Uryga 11' (sam.) · Hämäläinen 78' | (2:0) |                                                | INEA Stadion, Poznań Widzów: 19105 Sędzia: Paweł Raczkowski (Warszawa) |
| 20:30            | Trałka 69' · Linetty 89'                          | (2:0) | 44' Burdenski · 90+4' Guerrier · 90+5' Burliga | INEA Stadion, Poznań Widzów: 19105 Sędzia: Paweł Raczkowski (Warszawa) |

| 26 kwietnia 2014 | Legia Warszawa                       | 2:0   | Zawisza Bydgoszcz                      |                                                                   |
| 20:30            | Żyro 70' · Saganowski 88'            | (0:0) |                                        | Pepsi Arena, Warszawa Widzów: 14009 Sędzia: Tomasz Wajda (Żywiec) |
| 20:30            | Żyro 57' · Duda 70' · Saganowski 89' | (0:0) | 79' Wójcicki · 79' Ziajka · 80' Petasz | Pepsi Arena, Warszawa Widzów: 14009 Sędzia: Tomasz Wajda (Żywiec) |

| 27 kwietnia 2014 | Ruch Chorzów    | 0:0   | Lechia Gdańsk |                                                                      |
| 18:00            |                 | (0:0) |               | Stadion Ruchu, Chorzów Widzów: 6500 Sędzia: Tomasz Radkiewicz (Łódź) |
| 18:00            | Szyndrowski 90' | (0:0) | 66' Stolarski | Stadion Ruchu, Chorzów Widzów: 6500 Sędzia: Tomasz Radkiewicz (Łódź) |

| 28 kwietnia 2014 | Pogoń Szczecin                             | 2:2   | Górnik Zabrze             |                                                                                               |
| 18:00            | Robak 2', 45'                              | (2:1) | 13' Iwan · 67' Sobolewski | Stadion Miejski im. Floriana Krygiera, Szczecin Widzów: 9317 Sędzia: Marcin Borski (Warszawa) |
| 18:00            | Murawski 16' · Dąbrowski 30' · Hernâni 67' | (2:1) | 61' Madej · 90' Oziębała  | Stadion Miejski im. Floriana Krygiera, Szczecin Widzów: 9317 Sędzia: Marcin Borski (Warszawa) |

#### Grupa B
| 25 kwietnia 2014 | Cracovia                              | 0:1   | Podbeskidzie Bielsko-Biała    |                                                                             |
| 18:00            |                                       | (0:0) | 58' Pawela                    | Stadion Cracovii, Kraków Widzów: 6393 Sędzia: Mariusz Złotek (Stalowa Wola) |
| 18:00            | Żytko 47' · Nykiel 51' · Boljević 71' | (0:0) | 31' Kołodziej · 73' Konieczny | Stadion Cracovii, Kraków Widzów: 6393 Sędzia: Mariusz Złotek (Stalowa Wola) |

| 26 kwietnia 2014 | Śląsk Wrocław                 | 1:0   | Zagłębie Lubin                                      |                                                                             |
| 15:30            | M. Paixão 88'                 | (0:0) |                                                     | Stadion Miejski, Wrocław Widzów: 11156 Sędzia: Jarosław Przybył (Kluczbork) |
| 15:30            | Grodzicki 81' · F. Paixão 90' | (0:0) | 45' Cotra · 45' Przybecki · 46' Kwiek · 86' Widanow | Stadion Miejski, Wrocław Widzów: 11156 Sędzia: Jarosław Przybył (Kluczbork) |

| 26 kwietnia 2014 | Jagiellonia Białystok                             | 4:3   | Piast Gliwice                                                                  |                                                                    |
| 18:00            | Dźwigała 37' · Quintana 41', 51' · Piątkowski 76' | (0:1) | 6', 83' Jurado · 70' Kędziora                                                  | Stadion Miejski, Białystok Widzów: 4062 Sędzia: Paweł Gil (Lublin) |
| 18:00            | Gajos 54' · Quintana 71' · Grzyb 90'              | (0:1) | 12' Polák · 37' Hanzel · 59' Ižvolt · 61' Nikiema · 75' Podgórski · 81' Jurado | Stadion Miejski, Białystok Widzów: 4062 Sędzia: Paweł Gil (Lublin) |

| 27 kwietnia 2014 | Korona Kielce                             | 2:2   | Widzew Łódź                           |                                                                     |
| 15:30            | Malarczyk 61' · Korzym 74'                | (0:2) | 11' (k.) Cetnarski · 29' E. Višņakovs | Kolpolter Arena, Kielce Widzów: 6369 Sędzia: Tomasz Musiał (Kraków) |
| 15:30            | Golański 58' · Jovanović 67' · Cebula 86' | (0:2) |                                       | Kolpolter Arena, Kielce Widzów: 6369 Sędzia: Tomasz Musiał (Kraków) |

### 32. kolejka (1 maja – 5 maja)

#### Grupa A
| 3 maja 2014 | Lechia Gdańsk                                           | 0:1   | Legia Warszawa           |                                                                       |
| 18:00       |                                                         | (0:0) | 72' Duda                 | PGE Arena, Gdańsk Widzów: 18623 Sędzia: Mariusz Złotek (Stalowa Wola) |
| 18:00       | Makuszewski 27' · Janicki 80' · Deleu 85' · Sadajew 87' | (0:0) | 75' Brzyski · 84' Ojamaa | PGE Arena, Gdańsk Widzów: 18623 Sędzia: Mariusz Złotek (Stalowa Wola) |

| 3 maja 2014 | Wisła Kraków                                          | 5:0   | Pogoń Szczecin            |                                                                 |
| 20:30       | Paweł Brożek 6', 60', 62' · Guerrier 12' · Štilić 29' | (3:0) |                           | Stadion Miejski, Kraków Widzów: 4198 Sędzia: Paweł Gil (Lublin) |
| 20:30       | Burliga 44' · Dudka 90'                               | (3:0) | 52' Rudol · 89' Dąbrowski | Stadion Miejski, Kraków Widzów: 4198 Sędzia: Paweł Gil (Lublin) |

| 4 maja 2014 | Górnik Zabrze           | 2:0   | Ruch Chorzów   |                                                                                   |
| 18:00       | Nakoulma 5' · Gwaze 12' | (2:0) |                | Stadion im. Ernesta Pohla, Zabrze Widzów: 3000 Sędzia: Bartosz Frankowski (Toruń) |
| 18:00       | Gwaze 31'               | (2:0) | 20' Stawarczyk | Stadion im. Ernesta Pohla, Zabrze Widzów: 3000 Sędzia: Bartosz Frankowski (Toruń) |

| 5 maja 2014 | Zawisza Bydgoszcz                                            | 1:2   | Lech Poznań                                     |                                                                                                 |
| 18:00       | Wahan Geworgian 84' (k)                                      | (0:1) | 39' Hämäläinen · 57' Kędziora                   | Stadion im. Zdzisława Krzyszkowiaka, Bydgoszcz Widzów: 4000 Sędzia: Paweł Raczkowski (Warszawa) |
| 18:00       | Micael 31' · Nawotczyński 69' · Drygas 71' · Alvarinho 90+4' | (0:1) | 60' Kędziora · 83' Kotorowski · 83' Wołąkiewicz | Stadion im. Zdzisława Krzyszkowiaka, Bydgoszcz Widzów: 4000 Sędzia: Paweł Raczkowski (Warszawa) |

#### Grupa B
| 1 maja 2014 | Podbeskidzie Bielsko-Biała             | 2:1   | Jagiellonia Białystok                 |                                                                                   |
| 18:00       | Telichowski 50' · Popchadze 61' (sam.) | (0:0) | 88' Quintana                          | Stadion Miejski, Bielsko-Biała Widzów: 3054 Sędzia: Tomasz Kwiatkowski (Warszawa) |
| 18:00       | Chmiel 35'                             | (0:0) | 16' Plizga · 18' Modelski · 77' Baran | Stadion Miejski, Bielsko-Biała Widzów: 3054 Sędzia: Tomasz Kwiatkowski (Warszawa) |

| 3 maja 2014 | Piast Gliwice                                     | 0:0   | Śląsk Wrocław |                                                                        |
| 15:30       |                                                   | (0:0) |               | Stadion Miejski, Gliwice Widzów: 4703 Sędzia: Marcin Borski (Warszawa) |
| 15:30       | Matras 35' · Horváth 59', 69' · Klepczyński 90+2' | (0:0) | 76' Kokoszka  | Stadion Miejski, Gliwice Widzów: 4703 Sędzia: Marcin Borski (Warszawa) |

| 4 maja 2014 | Widzew Łódź                     | 2:0   | Cracovia                     |                                                                                          |
| 15:30       | E. Višņakovs 34' · Leimonas 85' | (1:0) |                              | Stadion im. Ludwika Sobolewskiego, Łódź Widzów: 6000 Sędzia: Krzysztof Jakubik (Siedlce) |
| 15:30       | Kasprzak 68'                    | (1:0) | 14' Pilarz · 48' Danielewicz | Stadion im. Ludwika Sobolewskiego, Łódź Widzów: 6000 Sędzia: Krzysztof Jakubik (Siedlce) |

| 5 maja 2014 | Zagłębie Lubin | 0:0   | Korona Kielce |                                                                     |
| 20:30       |                | (0:0) |               | Stadion Zagłębia, Lubin Widzów: 3172 Sędzia: Tomasz Musiał (Kraków) |
| 20:30       | Guldan 61'     | (0:0) | 75' Pilipchuk | Stadion Zagłębia, Lubin Widzów: 3172 Sędzia: Tomasz Musiał (Kraków) |

### 33. kolejka (9 maja – 13 maja)

#### Grupa A
| 9 maja 2014 | Legia Warszawa                                                          | 5:0   | Wisła Kraków |                                                                         |
| 20:30       | Żyro 20' · Kucharczyk 35' · Jodłowiec 44' · Júnior 58' · Saganowski 78' | (3:0) |              | Pepsi Arena, Warszawa Widzów: 26 403 Sędzia: Bartosz Frankowski (Toruń) |
| 20:30       | Júnior 58'                                                              | (3:0) | 22' Nalepa   | Pepsi Arena, Warszawa Widzów: 26 403 Sędzia: Bartosz Frankowski (Toruń) |

| 10 maja 2014 | Pogoń Szczecin                                       | 0:2   | Lechia Gdańsk                                        |                                                                                                   |
| 18:00        |                                                      | (0:2) | 33' Makuszewski · 38' Sadajew                        | Stadion Miejski im. Floriana Krygiera, Szczecin Widzów: 6894 Sędzia: Jarosław Przybył (Kluczbork) |
| 18:00        | Popara 40' · Murayama 45' · Robak 83' · Rogalski 89' | (0:2) | 27' Pietrowski · 37' Deleu · 45+1' Bąk · 73' Bieniuk | Stadion Miejski im. Floriana Krygiera, Szczecin Widzów: 6894 Sędzia: Jarosław Przybył (Kluczbork) |

| 10 maja 2014 | Lech Poznań                                | 2:1   | Górnik Zabrze                                     |                                                               |
| 20:30        | Lovrencsics 5', 49'                        | (1:1) | 40' Sobolewski                                    | INEA Stadion, Poznań Widzów: 21826 Sędzia: Paweł Gil (Lublin) |
| 20:30        | Trałka 33' · Kędziora 42' · Formella 90+2' | (1:1) | 23' Kosznik · 31' Nakoulma · 42' Madej · 61' Iwan | INEA Stadion, Poznań Widzów: 21826 Sędzia: Paweł Gil (Lublin) |

| 11 maja 2014 | Ruch Chorzów                        | 3:1   | Zawisza Bydgoszcz                                                 |                                                                           |
| 18:00        | Starzyński 63', 72' · Jankowski 90' | (0:0) | 89' Kadú                                                          | Stadion Ruchu, Chorzów Widzów: 5800 Sędzia: Tomasz Kwiatkowski (Warszawa) |
| 18:00        | Stawarczyk 46'                      | (0:0) | 32' Micael · 54', 67' Hermes · 65' Drygas · 78' Ziajka · 83' Kadú | Stadion Ruchu, Chorzów Widzów: 5800 Sędzia: Tomasz Kwiatkowski (Warszawa) |

#### Grupa B
| 9 maja 2014 | Jagiellonia Białystok             | 1:0   | Zagłębie Lubin                                      |                                                                          |
| 18:00       | Piątkowski 27'                    | (1:0) |                                                     | Stadion Miejski, Białystok Widzów: 3678 Sędzia: Marcin Borski (Warszawa) |
| 18:00       | Baran 44' · Ukah 64' · Słowik 88' | (1:0) | 29' Vidanov · 41' Piech · 68' Džinič · 75' Rymaniak | Stadion Miejski, Białystok Widzów: 3678 Sędzia: Marcin Borski (Warszawa) |

| 10 maja 2014 | Cracovia                                         | 1:5   | Piast Gliwice                                               |                                                                        |
| 15:30        | Klepczyński 90' (sam.)                           | (0:2) | 17', 58' (k.) Jurado · 19', 63' Wilczek · 84' (k.) Kędziora | Stadion Cracovii, Kraków Widzów: 5896 Sędzia: Szymon Marciniak (Płock) |
| 15:30        | Żytko 8', 57' · 17' Ntibazonkiza · 39' Marciniak | (0:2) | 66' Matras                                                  | Stadion Cracovii, Kraków Widzów: 5896 Sędzia: Szymon Marciniak (Płock) |

| 11 maja 2014 | Korona Kielce                               | 3:2   | Podbeskidzie Bielsko-Biała |                                                                          |
| 15:30        | Trytko 18' (k.) · Kiełb 86' · Staňo 90'     | (1:1) | 2' Łatka · 71' Stąporski   | Kolpolter Arena, Kielce Widzów: 5967 Sędzia: Paweł Raczkowski (Warszawa) |
| 15:30        | Staňo 31' · Dejmek 59', 81' · Małecki 90+3' | (1:1) | 83' Konieczny              | Kolpolter Arena, Kielce Widzów: 5967 Sędzia: Paweł Raczkowski (Warszawa) |

| 12 maja 2014 | Śląsk Wrocław      | 1:0   | Widzew Łódź                                     |                                                                      |
| 18:00        | M. Paixão 87' (k.) | (0:0) |                                                 | Stadion Miejski, Wrocław Widzów: 5742 Sędzia: Tomasz Musiał (Kraków) |
| 18:00        | Grodzicki 65'      | (0:0) | 32' Augustyniak · 56' Okachi · 58' E. Višņakovs | Stadion Miejski, Wrocław Widzów: 5742 Sędzia: Tomasz Musiał (Kraków) |

### 34. kolejka (16 maja – 19 maja)

#### Grupa A
| 16 maja 2014 | Lechia Gdańsk                                                | 2:1   | Lech Poznań    |                                                                  |
| 20:30        | Sadajew 22', 41'                                             | (2:1) | 26' Możdżeń    | PGE Arena, Gdańsk Widzów: 16628 Sędzia: Marcin Borski (Warszawa) |
| 20:30        | Sadajew 39' · Pietrowski 53' · Makuszewski 63' · Leković 81' | (2:1) | 90+4' Kownacki | PGE Arena, Gdańsk Widzów: 16628 Sędzia: Marcin Borski (Warszawa) |

| 17 maja 2014 | Pogoń Szczecin                                                                            | 1:2   | Zawisza Bydgoszcz       | |
| 20:30        | Frączczak 7'                                                                              | (1:0) | 88' Petasz · 90' Kadú   | Stadion Miejski im. Floriana Krygiera, Szczecin Widzów: 4823 Sędzia: Mariusz Złotek (Stalowa Wola) |
| 20:30        | Walski 28' · Rudol 31' · Lewandowski 36', 71' · Frączczak 51' · Małecki 86' · Robak 90+1' | (1:0) | 56' Kadú · 90+1' Petasz | Stadion Miejski im. Floriana Krygiera, Szczecin Widzów: 4823 Sędzia: Mariusz Złotek (Stalowa Wola) |

| 18 maja 2014 | Górnik Zabrze            | 2:3   | Legia Warszawa                            |                                                                                   |
| 18:00        | Olkowski 24', 77'        | (1:1) | 41' Jodłowiec · 59' Żyro · 62' Kucharczyk | Stadion im. Ernesta Pohla, Zabrze Widzów: 3000 Sędzia: Bartosz Frankowski (Toruń) |
| 18:00        | Drewniak 10' · Danch 73' | (1:1) | 38' Duda · 80' Kuciak                     | Stadion im. Ernesta Pohla, Zabrze Widzów: 3000 Sędzia: Bartosz Frankowski (Toruń) |

| 19 maja 2014 | Ruch Chorzów                     | 2:2   | Wisła Kraków               |                                                                         |
| 18:00        | Starzyński 29' (k.) · Kuświk 38' | (2:2) | 24', 45' (k.) Paweł Brożek | Stadion Ruchu, Chorzów Widzów: 6500 Sędzia: Krzysztof Jakubik (Siedlce) |
| 18:00        | Zieńczuk 32' · Sadlok 78'        | (2:2) | 82' Štilić                 | Stadion Ruchu, Chorzów Widzów: 6500 Sędzia: Krzysztof Jakubik (Siedlce) |

#### Grupa B
| 16 maja 2014 | Widzew Łódź                    | 1:1   | Jagiellonia Białystok                                  |                                                                                           |
| 18:00        | Bruno 43'                      | (1:1) | 16' Gajos                                              | Stadion im. Ludwika Sobolewskiego, Łódź Widzów: 5000 Sędzia: Jarosław Przybył (Kluczbork) |
| 18:00        | Augustyniak 79' · Wolański 84' | (1:1) | 33' Quintana · 39' Ukah · 59' Modelski · 72' Popchadze | Stadion im. Ludwika Sobolewskiego, Łódź Widzów: 5000 Sędzia: Jarosław Przybył (Kluczbork) |

| 17 maja 2014 | Śląsk Wrocław | 0:0   | Podbeskidzie Bielsko-Biała |                                                                        |
| 15:30        |               | (0:0) |                            | Stadion Miejski, Wrocław Widzów: 6508 Sędzia: Szymon Marciniak (Płock) |
| 15:30        | Pawelec 14'   | (0:0) | 79' Kwame                  | Stadion Miejski, Wrocław Widzów: 6508 Sędzia: Szymon Marciniak (Płock) |

| 17 maja 2014 | Korona Kielce | 0:1   | Piast Gliwice              |                                                                            |
| 18:00        |               | (0:0) | 90' Wilczek                | Kolpolter Arena, Kielce Widzów: 5465 Sędzia: Tomasz Kwiatkowski (Warszawa) |
| 18:00        | Golański 69'  | (0:0) | 40' Hebert · 85' Podgórski | Kolpolter Arena, Kielce Widzów: 5465 Sędzia: Tomasz Kwiatkowski (Warszawa) |

| 18 maja 2014 | Zagłębie Lubin                                    | 1:2   | Cracovia                     |                                                                 |
| 15:30        | Kwiek 59'                                         | (0:1) | 17' Dawid Nowak · 65' Nykiel | Stadion Zagłębia, Lubin Widzów: 5072 Sędzia: Paweł Gil (Lublin) |
| 15:30        | Papadopulos 38' · Rymaniak 67', 90+1' · Piech 90' | (0:1) | 42' Dąbrowski                | Stadion Zagłębia, Lubin Widzów: 5072 Sędzia: Paweł Gil (Lublin) |

### 35. kolejka (22 maja – 25 maja)

#### Grupa A
| 24 maja 2014 | Wisła Kraków              | 2:3   | Górnik Zabrze               |                                                                    |
| 13:00        | Štilić 10' · Guerrier 43' | (2:1) | 3' Zachara · 67', 86' Danch | Stadion Miejski, Kraków Widzów: 5371 Sędzia: Minoru Tōjō (Japonia) |

| 24 maja 2014 | Lech Poznań | 0:0   | Pogoń Szczecin                        |                                                                           |
| 15:30        |             | (0:0) |                                       | INEA Stadion, Poznań Widzów: 28 116 Sędzia: Tomasz Kwiatkowski (Warszawa) |
| 15:30        | Możdżeń 29' | (0:0) | 45' Rudol · 74' Lisowski · 90+2' Ława | INEA Stadion, Poznań Widzów: 28 116 Sędzia: Tomasz Kwiatkowski (Warszawa) |

| 25 maja 2014 | Legia Warszawa                | 1:2   | Ruch Chorzów                                 |                                                                       |
| 15:30        | Radović 75'                   | (0:1) | 30' (k) Starzyński · 62' Stawarczyk          | Pepsi Arena, Warszawa Widzów: 27 529 Sędzia: Szymon Marciniak (Płock) |
| 15:30        | Vrdoljak 72' · Saganowski 77' | (0:1) | 66' Babiarz · 78' Szyndrowski · 90' Zieńczuk | Pepsi Arena, Warszawa Widzów: 27 529 Sędzia: Szymon Marciniak (Płock) |

| 25 maja 2014 | Zawisza Bydgoszcz | 0:0   | Lechia Gdańsk |                                                                                            |
| 18:00        |                   | (0:0) |               | Stadion im. Zdzisława Krzyszkowiaka, Bydgoszcz Widzów: 2000 Sędzia: Tomasz Musiał (Kraków) |
| 18:00        | Drygas 47'        | (0:0) |               | Stadion im. Zdzisława Krzyszkowiaka, Bydgoszcz Widzów: 2000 Sędzia: Tomasz Musiał (Kraków) |

#### Grupa B
| 22 kwietnia 2014 | Jagiellonia Białystok | 0:3   | Śląsk Wrocław                             |                                                                              |
| 18:00            |                       | (0:2) | 13' Stevanovič · 14' F. Paixão · 64' Dudu | Stadion Miejski, Białystok Widzów: 5006 Sędzia: Daniel Stefański (Bydgoszcz) |
| 18:00            | 90' Juanito           | (0:2) |                                           | Stadion Miejski, Białystok Widzów: 5006 Sędzia: Daniel Stefański (Bydgoszcz) |

| 22 kwietnia 2014 | Podbeskidzie Bielsko-Biała                     | 3:0   | Widzew Łódź |                                                                              |
| 20:30            | Kołodziej 22' (k) · Chmiel 59' · Chrapek 90+3' | (1:0) |             | Stadion Miejski, Bielsko-Biała Widzów: 3260 Sędzia: Marcin Borski (Warszawa) |
| 20:30            | Kołodziej 90'                                  | (1:0) |             | Stadion Miejski, Bielsko-Biała Widzów: 3260 Sędzia: Marcin Borski (Warszawa) |

| 23 maja 2014 | Cracovia                                                      | 1:1   | Korona Kielce |                                                                            |
| 18:00        | Dąbrowski 37'                                                 | (1:0) | 65' Janota    | Stadion Cracovii, Kraków Widzów: 6276 Sędzia: Jarosław Przybył (Kluczbork) |
| 18:00        | 49' Dejmek · 57' Kiełb · 78', 90+2' Malarczyk · 83' Jovanović | (1:0) |               | Stadion Cracovii, Kraków Widzów: 6276 Sędzia: Jarosław Przybył (Kluczbork) |

| 23 maja 2014 | Piast Gliwice            | 2:0   | Zagłębie Lubin |                                                                        |
| 20:30        | Jurado 47' · Horváth 65' | (0:0) |                | Stadion Miejski, Gliwice Widzów: 5649 Sędzia: Tomasz Radkiewicz (Łódź) |
| 20:30        | 79' Džinič               | (0:0) |                | Stadion Miejski, Gliwice Widzów: 5649 Sędzia: Tomasz Radkiewicz (Łódź) |

### 36. kolejka (27 maja – 28 maja)

#### Grupa A
| 28 maja 2014 | Lech Poznań                                                   | 4:0   | Ruch Chorzów |                                                                   |
| 20:30        | Pawłowski 36' · Hämäläinen 38' · Teodorczyk 68' · Claasen 78' | (2:0) |              | INEA Stadion, Poznań Widzów: 14 053 Sędzia: Minoru Tōjō (Japonia) |
| 20:30        | Lovrencsics 74' · Injac 90'                                   | (2:0) |              | INEA Stadion, Poznań Widzów: 14 053 Sędzia: Minoru Tōjō (Japonia) |

| 28 maja 2014 | Zawisza Bydgoszcz | 0:1   | Górnik Zabrze           |                                                                                            |
| 20:30        |                   | (0:1) | 36' (sam.) Nawotczyński | Stadion im. Zdzisława Krzyszkowiaka, Bydgoszcz Widzów: 1473 Sędzia: Tomasz Musiał (Kraków) |
| 20:30        | Luís Carlos 17'   | (0:1) | 90+6' Nakoulma          | Stadion im. Zdzisława Krzyszkowiaka, Bydgoszcz Widzów: 1473 Sędzia: Tomasz Musiał (Kraków) |

| 28 maja 2014 | Lechia Gdańsk                                          | 2:2   | Wisła Kraków                                |                                                                   |
| 20:30        | Vranješ 66' (k), 90+2' (k)                             | (0:1) | 19', 81' (k) Štilić                         | PGE Arena, Gdańsk Widzów: 12 433 Sędzia: Szymon Marciniak (Płock) |
| 20:30        | Sadaev 28' · Leković 40' · Janicki 78' · Stolarski 83' | (0:1) | 14' Uryga · 69' Guerrier · 72' Piotr Brożek | PGE Arena, Gdańsk Widzów: 12 433 Sędzia: Szymon Marciniak (Płock) |

| 28 maja 2014 | Pogoń Szczecin | 0:1   | Legia Warszawa               | |
| 20:30        |                | (0:0) | 73' Kucharczyk               | Stadion Miejski im. Floriana Krygiera, Szczecin Widzów: 11 248 Sędzia: Daniel Stefański (Bydgoszcz) |
| 20:30        | Dąbrowski 4'   | (0:0) | 42' Łukasik · 73' Kucharczyk | Stadion Miejski im. Floriana Krygiera, Szczecin Widzów: 11 248 Sędzia: Daniel Stefański (Bydgoszcz) |

#### Grupa B
| 27 maja 2014 | Podbeskidzie Bielsko-Biała | 2:0   | Zagłębie Lubin |                                                                                |
| 20:30        | Chrapek 77', 87'           | (0:0) |                | Stadion Miejski, Bielsko-Biała Widzów: 3300 Sędzia: Bartosz Frankowski (Toruń) |
| 20:30        | Bartlewski 35'             | (0:0) | 43' Guldan     | Stadion Miejski, Bielsko-Biała Widzów: 3300 Sędzia: Bartosz Frankowski (Toruń) |

| 27 maja 2014 | Śląsk Wrocław                      | 1:0   | Cracovia |                                                                        |
| 20:30        | Dudu 31'                           | (1:0) |          | Stadion Miejski, Wrocław Widzów: 6150 Sędzia: Marcin Borski (Warszawa) |
| 20:30        | 34' Żytko · 65' Kuś · 80' Kapustka | (1:0) |          | Stadion Miejski, Wrocław Widzów: 6150 Sędzia: Marcin Borski (Warszawa) |

| 27 maja 2014 | Jagiellonia Białystok                                                | 4:4   | Korona Kielce                                 |                                                                             |
| 20:30        | Quintana 7' (k), 41' · Gajos 9' · Baran 58'                          | (3:0) | 47' Beysebekov · 60', 71' Trytko · 69' Korzym | Stadion Miejski, Białystok Widzów: 4206 Sędzia: Krzysztof Jakubik (Siedlce) |
| 20:30        | Piątkowski 65' · Ukah 70' · Popchadze 73' · Baran 85' · Quintana 86' | (3:0) | 40' Sylwestrzak · 70' Korzym                  | Stadion Miejski, Białystok Widzów: 4206 Sędzia: Krzysztof Jakubik (Siedlce) |

| 28 maja 2014 | Widzew Łódź                    | 2:1   | Piast Gliwice                        |                                                                                 |
| 20:30*       | Wasiluk 30' · E. Višņakovs 70' | (1:0) | 83' Kędziora                         | Stadion im. Ludwika Sobolewskiego, Łódź Widzów: 3200 Sędzia: Paweł Gil (Lublin) |
| 20:30*       | Augustyniak 72'                | (1:0) | 34' Martínez · 41' Król · 90' Matras | Stadion im. Ludwika Sobolewskiego, Łódź Widzów: 3200 Sędzia: Paweł Gil (Lublin) |

- W pierwotnym terminie (27 maja, 20:30) mecz przerwany w 12. minucie przy stanie 0-0 z powodu ulewy, w drugim terminie dokończony.

### 37. kolejka (31 maja – 1 czerwca)

#### Grupa A
| 1 czerwca 2014 | Wisła Kraków                                                             | 2:1   | Zawisza Bydgoszcz |                                                                            |
| 18:00          | Paweł Brożek 20' · Štilić 35'                                            | (2:1) | 17' Alvarinho     | Stadion Miejski, Kraków Widzów: 4936 Sędzia: Mariusz Złotek (Stalowa Wola) |
| 18:00          | 21' Petasz · 68' Hermes · 84' Alvarinho · 88' Lewczuk · 89' Nawotczyński | (2:1) |                   | Stadion Miejski, Kraków Widzów: 4936 Sędzia: Mariusz Złotek (Stalowa Wola) |

| 1 czerwca 2014 | Legia Warszawa                      | 2:0   | Lech Poznań                                             |                                                                   |
| 18:00          | Vrdoljak 48' (k.) · Bereszyński 85' | (0:0) |                                                         | Pepsi Arena, Warszawa Widzów: Minoru Tōjō (Japonia) Sędzia: 29749 |
| 18:00          | Rzeźniczak 18' · Jodłowiec 45'      | (0:0) | 18' Henríquez · 33' Kędziora · 45' Linetty · 76' Trałka | Pepsi Arena, Warszawa Widzów: Minoru Tōjō (Japonia) Sędzia: 29749 |

| 1 czerwca 2014 | Ruch Chorzów                        | 0:0   | Pogoń Szczecin |                                                                      |
| 18:00          |                                     | (0:0) |                | Stadion Ruchu, Chorzów Widzów: 8800 Sędzia: Marcin Borski (Warszawa) |
| 18:00          | 57' Frączczak · 71' Koj · 80' Golla | (0:0) |                | Stadion Ruchu, Chorzów Widzów: 8800 Sędzia: Marcin Borski (Warszawa) |

| 1 czerwca 2014 | Górnik Zabrze                           | 0:2         | Lechia Gdańsk              |                                                                           |
| 18:00          |                                         |             | 69' (k.), 90' (k.) Vranješ | Stadion im. Ernesta Pohla, Zabrze Widzów: 3000 Sędzia: Paweł Gil (Lublin) |
| 18:00          | Drewniak 55' · Danch 69' · Kasprzik 70' | 31' Sadajew |                            | Stadion im. Ernesta Pohla, Zabrze Widzów: 3000 Sędzia: Paweł Gil (Lublin) |

#### Grupa B
| 31 maja 2014 | Cracovia                   | 2:2   | Jagiellonia Białystok |                                                                                  |
| 20:30        | Steblecki 11' · Dudzic 31' | (2:1) | 43', 87' Pawłowski    | Stadion Cracovii, Kraków Widzów: 6021 Sędzia: Jarosław Rynkiewicz (Zielona Góra) |
| 20:30        | Steblecki 9'               | (2:1) |                       | Stadion Cracovii, Kraków Widzów: 6021 Sędzia: Jarosław Rynkiewicz (Zielona Góra) |

| 31 maja 2014 | Zagłębie Lubin                 | 0:3 (wo.)    | Widzew Łódź                                 |                                                            |
| 20:30*       | Przybecki 44', 74' · Banaś 47' |              | 37' Rybicki · 40' Cetnarski · 56' Kaczmarek | Stadion Zagłębia, Lubin Sędzia: Sebastian Jarzębak (Bytom) |
| 20:30*       | Przybecki 45' · Čotra 77'      | 84' Wolański |                                             | Stadion Zagłębia, Lubin Sędzia: Sebastian Jarzębak (Bytom) |

- Mecz przerwany w 90. minucie przy stanie 3-3 z powodu niewłaściwego zachowania kibiców

| 31 maja 2014 | Piast Gliwice            | 2:2   | Podbeskidzie Bielsko-Biała                             |                                                               |
| 20:30        | Kędziora 8' · Jurado 15' | (2:0) | 51' Telichowski · 90' Górkiewicz                       | Stadion Miejski, Gliwice Sędzia: Tomasz Garbowski (Kluczbork) |
| 20:30        | Matras 40'               | (2:0) | 9' Deja · 48' Bartlewski · 76' Kupczak · 88' Konieczny | Stadion Miejski, Gliwice Sędzia: Tomasz Garbowski (Kluczbork) |

| 31 maja 2014 | Korona Kielce            | 1:5   | Śląsk Wrocław                                             |                                                                        |
| 20:30        | Zieliński 13' (s.)       | (1:2) | 35', 39' (k.), 90' M.Paixão · 53' Dudu Paraíba · 83' Mila | Kolpolter Arena, Kielce Widzów: 6475 Sędzia: Sebastian Krasny (Kraków) |
| 20:30        | Staňo 39' · Marković 61' | (1:2) | 68' Dudu Paraíba                                          | Kolpolter Arena, Kielce Widzów: 6475 Sędzia: Sebastian Krasny (Kraków) |